# Barry Williams (attore)
Barry William Blenkhorn, conosciuto con il nome di Barry Williams (Santa Monica, 30 settembre 1954), è un attore statunitense.
È conosciuto soprattutto per aver interpretato il ruolo di Greg Brady nella serie televisiva, prodotta dall'ABC Television, La famiglia Brady (The Brady Bunch).

## Biografia
Barry Williams nasce in California da Doris May Moore e Frank Millar Blenkhorn. Decide, da giovanissimo, di voler diventare un attore, e nel 1967, a tredici anni, debutta in un episodio della serie televisiva Dragnet. Interpreta ruoli secondari in That Girl, Mission: Impossible ed in The Mod Squad, prima di esser scelto, nel 1969, per interpretare il ruolo di Greg Brady nella sit-com The Brady Bunch. Grazie a questo ruolo, Williams diviene l'idolo degli adolescenti del tempo, ed inizia ad esser cercato da svariati produttori.
Tuttavia, quando The Brady Bunch si conclude, nel 1974, Williams riprende ad interpretare alcuni ruoli secondari in televisione, per poi prender parte a vari musical, come Grease e Tutti insieme appassionatamente. Dopo aver fatto varie apparizioni in televisione ed in alcune pellicole cinematografiche, nel 1984, viene scelto per interpretare il ruolo di Hannibal nella soap opera General Hospital. Nel 1992 esce la sua autobiografia, intitolata Growing Up Brady: I Was a Teenage Greg e scritta con la collaborazione di Chris Kenki, che rimane nella lista dei libri più venduti del New York Times per tre mesi. Nel 2000 esce anche un film TV, trasposto dal libro ed intitolato Growing up Brady (il ruolo di Barry è stato interpretato da Adam Brody).
Sempre orgoglioso del successo ottenuto con The Brady Bunch, Williams appare in varie reunion televisive fra i personaggi del cast della sit-com, fra le quali è da citare il film A Very Brady Christmas, uscito in occasione del Natale 1988. Nel 2000, l'attore realizza una parodia della canzone di Eminem The Real Slim Shady, intitolata The Real Greg Brady, mentre, nel 2003, interpreta Greg nel film Dickie Roberts: Former Child Star. Nel 2001-2002, Barry interpreta il manager Dean "The Machine" Strickland in tredici episodi della sit-com per la TV S Club 7 in Hollywood, che pubblicizza il gruppo inglese S Club 7. Nel 2002, fa anche una breve apparizione nel video musicale della canzone The Barry Williams Show, di Peter Gabriel.
Tuttavia, il cantante ha dichiarato di non sapere chi Barry Williams fosse, quando scrisse il testo di questo pezzo, che, di conseguenza, non parla dell'attore statunitense. Williams partecipa ad un match della serie televisiva Celebrity Boxing, disputato contro Danny Bonaduce, che, pur essendo cintura nera di arti marziali, perde. Inoltre, nel 2006, l'attore appare in un episodio della sit-com That '70s Show, prodotta dalla Fox, in compagnia di Christopher Knight, sua co-star in The Brady Bunch. I due, infatti, sono rimasti ottimi amici sin da quando lo show fu girato, tanto che Barry appare anche in numerosi episodi del reality show di Christopher, My Fair Brady.
Attualmente, l'attore conduce, di venerdì, dalle due fino alle sei del pomeriggio, il programma The Barry Williams Show Sundays, che va in onda sul canale Totally 70's del Sirius Satellite Radio. Inoltre, prende spesso parte all'annuale World's Largest Disco, evento che si tiene a Buffalo. Williams è stato sposato due volte, prima con Eila May Matt, e poi con Diane Martin. Ha anche un figlio, Brandon, nato nel 2003. Nel dicembre 2007 ha lanciato un portale unico, per i suoi fan, chiamato The Greg Brady Project. Il sito contiene interviste fatte a Barry, ai suoi fan e ad altre celebrità.

## Riconoscimenti
- Young Hollywood Hall of Fame (1970's)
- Young Artist Award, Former Child Star Lifetime Achievement Award (1989)

## Filmografia parziale

### Cinema
- Mega Piranha, regia di Eric Forsberg (2010)
- Bigfoot, regia di Bruce Davison (2012)

### Televisione
- Lancer – serie TV, episodio 1x02 (1968)
- La famiglia Brady (The Brady Bunch) – serie TV (1969-1974)

## Doppiatori italiani
- Fabrizio Manfredi in La famiglia Brady
- Stefano Mondini in Bigfoot